# Janów Miejski-Ćmok
Janów Miejski-Ćmok – dzielnica Mysłowic, znajdująca się w północno-zachodniej części miasta.
W skład dzielnicy wchodzą osiedla Janów Miejski i Ćmok.